# Il dottor Antonio (film 1914)
Il dottor Antonio è un film muto italiano del 1914 diretto da Eleuterio Rodolfi. È tratto dall'omonimo romanzo di Giovanni Ruffini del 1855.